# Denver Nuggets
Denver Nuggets – amerykański klub koszykarski, mający siedzibę w Denver, w stanie Kolorado. Występują w Dywizji Północno-zachodniej, Konferencji Zachodniej w National Basketball Association (NBA).

## Historia
Klub Denver Nuggets powstał w 1967, jako Denver Rockets i występował w lidze ABA. Odnosił tam pewne sukcesy, zdobywając mistrzostwo dywizji w 1970. Nazwę zmieniono w 1974, przymierzając się do dołączenia do NBA, w której grał już klub o nazwie Rockets. Już jako Nuggets drużyna rozegrała swój najlepszy sezon w ABA – 1975-1976, kiedy to, pod wodzą Larry Browna, jedyny raz grała w finałach ligi. Po tym sezonie ABA zaprzestała działalności, a Nuggets, obok trzech innych klubów, dołączyli do NBA. Tutaj kontynuowali dobrą passę, wygrywając kolejne dwa tytuły mistrza dywizji, nie przekładając tego jednak na dobrą grę w fazie play-off.
Lata 80. to ofensywna strategia trenera Douga Moe, realizowana głównie przez Aleksa Englisha i Kiki Vandeweghe. Szczyt formy to 1985, kiedy to „Bryłki” dotarły do finału Konferencji, ulegając tam Los Angeles Lakers. Nowy trener, Paul Westhead, przyczynił się do osłabienia gry obronnej zespołu, który na początku lat 90. osiągał najgorsze wyniki w lidze. Odmiana przyszła wraz z draftem 1992 i wyborem centra Dikembe Mutombo. Bilans nieco się poprawił, ale klub w dalszym ciągu nie mógł osiągnąć fazy pucharowej. Dopiero w 1994, prowadzeni przez Mutombo, Mahmouda Abdul-Raufa i LaPhonso Ellisa, Nuggets osiągnęli więcej zwycięstw niż porażek i zagrali w play-offach. Startując z ósmego miejsca niespodziewanie, jako pierwsza drużyna w historii NBA, pokonali zwycięzców Konferencji – Seattle SuperSonics, a w drugiej rundzie ulegli Utah Jazz po zaciętej siedmiomeczowej walce. Następnie drużyna przeżywała kryzys, zwłaszcza w sezonie 1997-1998, wygrywając tylko 11 z 82 meczów (w tym 23 porażki z rzędu).
Dopiero wybór z nr 3. w drafcie 2003 młodego skrzydłowego Carmelo Anthony’ego odmienił drużynę. Do tego dołożyły się udane transfery nowego menedżera Kiki Vanderweghe (byłego gracza z lat 80.) – m.in. Andre Millera, Marcusa Camby i Jona Barry – i drużyna po latach przerwy awansowała do play-offów. Powtarzała to przez kolejne lata, jednak bez sukcesów. W 2006 klub, po 18 latach przerwy, zdobył tytuł mistrza swojej dywizji. Na początku następnego sezonu, w grudniu 2006 zatrudniono nową supergwiazdę – obrońcę Allena Iversona, ale nie sprawdził się on w zespole i po dwóch latach został sprzedany do Detroit Pistons.
W sezonie 2007–2008 zespół osiągnął bilans 50-32, mimo to zajmując dopiero 8. miejsce w swojej Konferencji – po raz pierwszy w historii wszystkie 8 drużyn jednej konferencji osiągnęło co najmniej 50 zwycięstw – niemniej kolejny raz odpadł w pierwszej rundzie fazy play-off.
W sezonie 2008–2009 zespół zakończył sezon zasadniczy z bilansem 54-28, zwyciężył w swojej dywizji.
W sezonie 2009–2010 zespół zakończył sezon zasadniczy z bilansem 53-29 i podobnie jak przed rokiem, zwyciężył w swojej dywizji.
Od lipca 2013 na stanowisku skauta pracuje Polak. Został nim Rafał Juć, który tym samym został najmłodszym w historii skautem w NBA.
W sezonie 2022/2023 drużyna Nuggets zdobyła po raz pierwszy w swojej historii tytuł mistrza NBA, zwyciężając w finale Miami Heat.
Mistrzostwo zdobyte w sezonie 2022/2023 nie zostało obronione. Decydującym czynnikiem nieudanej kampanii 2023/2024 utrata czołowych zawodników.

## Zawodnicy

### Kadra w sezonie 2023/24
Stan na 3 marca 2024
| Nr | Poz. | Nar.              | Nazwisko i imię           | Data urodzenia | Wzrost | Masa ciała |
| -- | ---- | ----------------- | ------------------------- | -------------- | ------ | ---------- |
| 0  | G    | Stany Zjednoczone | Braun, Christian          | 2001-04-17     | 198 cm | 100 kg     |
| 5  | G    | Stany Zjednoczone | Caldwell-Pope, Kentavious | 1993-02-18     | 196 cm | 98 kg      |
| 31 | F    | Słowenia          | Čančar, Vlatko            | 1997-04-10     | 203 cm | 107 kg     |
| 21 | G    | Stany Zjednoczone | Gillespie, Collin         | 1999-06-25     | 191 cm | 88 kg      |
| 50 | F    | Stany Zjednoczone | Gordon, Aaron             | 1995-09-16     | 203 cm | 107 kg     |
| 9  | G/F  | Stany Zjednoczone | Holiday, Justin           | 1989-04-05     | 198 cm | 82 kg      |
| 30 | C    | Stany Zjednoczone | Huff, Jay                 | 1997-08-25     | 216 cm | 109 kg     |
| 7  | G    | Stany Zjednoczone | Jackson, Reggie           | 1990-04-16     | 188 cm | 94 kg      |
| 15 | C    | Serbia            | Jokić, Nikola             | 1995-02-19     | 211 cm | 129 kg     |
| 6  | C    | Stany Zjednoczone | Jordan, DeAndre           | 1988-07-21     | 211 cm | 120 kg     |
| 11 | F    | Stany Zjednoczone | Key, Braxton              | 1997-02-14     | 203 cm | 102 kg     |
| 27 | G    | Kanada            | Murray, Jamal             | 1997-02-23     | 193 cm | 98 kg      |
| 22 | C/F  | Stany Zjednoczone | Nnaji, Zeke               | 2001-01-09     | 206 cm | 109 kg     |
| 24 | G    | Stany Zjednoczone | Pickett, Jalen            | 1999-10-22     | 193 cm | 92 kg      |
| 1  | F    | Stany Zjednoczone | Porter, Michael           | 1998-06-29     | 208 cm | 99 kg      |
| 3  | G/F  | Portoryko         | Strawther, Julian         | 2002-04-18     | 201 cm | 93 kg      |
| 4  | F    | Stany Zjednoczone | Tyson, Hunter             | 2000-06-13     | 203 cm | 98 kg      |
| 8  | G/F  | Stany Zjednoczone | Watson, Peyton            | 2002-09-11     | 201 cm | 91 kg      |

Trener:  Michael Malone (trener koszykarski)
 Asystenci: David Adelman • John Beckett • Ryan Bowen • Popeye Jones • Charles Klask • Ryan Saunders • Ognjen Stojaković • Elvis Valcarcel

### Prawa międzynarodowe
| Draft | Runda | Wybór | Zawodnik         | Poz. | Nar.   | Obecny zespół          | Adnotacje | Przyp.      |
| ----- | ----- | ----- | ---------------- | ---- | ------ | ---------------------- | --------- | ----------- |
| 2012  | 2     | 50    | İzzet Türkyılmaz | F/C  | Turcja | Yalovaspor BK (Turcja) |           | [ 5 ] [ 6 ] |

## Zastrzeżone numery
| Denver Nuggets zastrzeżone numery |                 |         |           |
| Nr.                               | Imię i nazwisko | Pozycja | Lata gry  |
| 2                                 | Alex English    | SF      | 1980–1990 |
| 12                                | Fat Lever       | PG      | 1984–1990 |
| 33                                | David Thompson  | SF, SG  | 1975–1982 |
| 40                                | Byron Beck      | PF, C   | 1967–1977 |
| 44                                | Dan Issel       | C, PF   | 1976–1985 |
| 55                                | Dikembe Mutombo | C       | 1991–1996 |
| 4321                              | Doug Moe        | Trener  | 1980–1990 |

- 1 Numer jest liczbą zwycięstw, do których Doug Moe doprowadził Nuggets

### Włączeni do Basketball Hall of Fame
- 2 Alex English
- 25, 44 Dan Issel
- 33 David Thompson

## Statystyczni liderzy ABA/NBA
Liderzy strzelców
- Larry Jones – 1969 (ABA)
- Spencer Haywood – 1970 (ABA)
- Alex English – 1983

Liderzy w zbiórkach
- Spencer Haywood – 1970 (ABA)

Liderzy w asystach
- Al Smith – 1974 (ABA)
- Mack Calvin – 1975 (ABA)

Liderzy w blokach
- Dikembe Mutombo – 1994–1996
- Marcus Camby – 2006–2008

Liderzy w skuteczności rzutów z gry
- Bobby Jones – 1975–1976 (ABA), 1978
- Nenê Hilario – 2011

Liderzy w skuteczności rzutów wolnych
- Mack Calvin – 1975 (ABA)
- Mahmoud Abdul-Rauf – 1994, 1996

## Nagrody i wyróżnienie

### Sezon
Najbardziej wartościowy zawodnik NBA
- Nikola Jokić – 2021, 2022

Najbardziej wartościowy zawodnik finałów konferencji
- Nikola Jokić – 2023

Najbardziej wartościowy zawodnik finałów NBA
- Nikola Jokić – 2023

Obrońca Roku
- Dikembe Mutombo – 1995
- Marcus Camby – 2007

Największy Postęp
- Mahmoud Abdul-Rauf – 1993

Trener Roku
- Doug Moe – 1988
- George Karl - 2013

NBA Sportsmanship Award
- Chauncey Billups – 2009

J. Walter Kennedy Citizenship Award
- Kenneth Faried – 2013

Menedżer Roku
- Vince Boryla – 1985
- Mark Warkentien – 2009
- Masai Ujiri – 2013

I skład NBA
- David Thompson – 1977, 1978
- Nikola Jokić – 2019, 2021, 2022

II skład NBA
- Alex English – 1982, 1983, 1986
- Lafayette Lever – 1987
- Carmelo Anthony – 2010
- Nikola Jokić – 2020, 2023

III skład NBA
- Antonio McDyess – 1999
- Carmelo Anthony – 2006, 2007, 2009
- Chauncey Billups – 2009

I skład defensywny NBA
- Bobby Jones – 1977, 1978
- Marcus Camby – 2007, 2008

II skład defensywny
- T.R. Dunn – 1983, 1984, 1985
- Bill Hanzlik – 1986
- Lafayette Lever – 1988
- Dikembe Mutombo – 1995
- Marcus Camby – 2005, 2006

I skład debiutantów NBA
- Dikembe Mutombo – 1992
- LaPhonso Ellis – 1993
- Antonio McDyess – 1996
- Nenê – 2003
- Carmelo Anthony – 2004
- Kenneth Faried – 2012
- Nikola Jokić – 2016

II skład debiutantów NBA
- Mahmoud Abdul-Rauf – 1991
- Mark Macon – 1992
- Jalen Rose – 1995
- Bobby Jackson – 1998
- James Posey – 2000
- Emmanuel Mudiay – 2016
- Jamal Murray – 2017
- Bones Hyland – 2022

### NBA All-Star Weekend
MVP All-Star Game
- David Thompson – 1979

MVP Rookie Challenge
- Carmelo Anthony – 2005
- Kenneth Faried – 2013
- Jamal Murray – 2017

Zwycięzcy konkursu rzutów za 3 punkty
- Voshon Lenard – 2004

Trenerzy składów All-Star
- George Karl – 2010

Nominowani do meczu gwiazd
- Dan Issel – 1977
- Bobby Jones – 1977, 1978
- David Thompson – 1977–1979
- George McGinnis – 1979
- Alex English – 1982–1989
- Kiki Vandeweghe – 1983, 1984
- Calvin Natt – 1985
- Fat Lever – 1988, 1990
- Dikembe Mutombo – 1992, 1995, 1996
- Antonio McDyess – 2001
- Carmelo Anthony – 2007, 2008, 2010, 2011
- Allen Iverson – 2007, 2008
- Chauncey Billups – 2009, 2010
- Nikola Jokić – 2019–2024

Uczestnicy Rookie Challenge
- Jalen Rose – 1995
- Antonio McDyess – 1996
- Danny Fortson – 1998
- Bobby Jackson – 1998
- James Posey – 2000
- Raef LaFrentz – 2000
- Nenê – 2003, 2004
- Carmelo Anthony – 2004, 2005
- Kenneth Faried – 2013
- Nikola Jokić – 2016, 2017
- Emmanuel Mudiay – 2016, 2017
- Jamal Murray – 2017, 2018
- Facundo Campazzo – 2021
- Michael Porter – 2021
- Bones Hyland– 2022

## Statystyczni liderzy wszech czasów klubu
Pogrubienie – oznacza zawodnika występującego nadal w klubie;

„*” – oznacza uwzględnienie statystyk z ligi ABA;

Kursywa – oznacza nadal aktywnego zawodnika, nie występującego już w klubie.
Punkty – sezon regularny (koniec sezonu 2014–15)

1. Alex English (21 645)
2. Dan Issel* (16 589)
3. Carmelo Anthony (13,970)
4. David Thompson* (11 992)
5. Ralph Simpson* (10 130)
6. Byron Beck* (8 603)
7. Fat Lever (8 081)
8. Mahmoud Abdul-Rauf (7 029)
9. Nenê (6 868)
10. Kiki Vandeweghe (6 829)
11. Antonio McDyess (6 555)
12. Dave Robisch* (6 181)
13. Reggie Williams (5 934)
14. Ty Lawson (5 923)
15. Larry Jones* (5 745)

16. Michael Adams (5 534)

17. Andre Miller (5 354)

18. LaPhonso Ellis (5 201)

19. J.R. Smith (5 084)

20. Dikembe Mutombo (5 054)

21. Danny Schayes (5 029)

22. Bryant Stith (4 982)

23. Bobby Jones (4 806)

24. Bill Hanzlik (4 546)

25. Chauncey Billups (4 378)

26. Kenyon Martin (4 353)

27. Nick Van Exel (4 325)

28. Blair Rasmussen (4 319)

29. Marcus Camby (3 748)

30. Walter Davis (3 659)
Minuty
- 1. Alex English (29 893)
- 2. Dan Issel* (25 198)
- 3. Carmelo Anthony (20 521)
- 4. Byron Beck* (19 197)
- 5. T.R. Dunn (18 322)

Zbiórki
- 1. Dan Issel* (6 630)
- 2. Byron Beck* (5 261)
- 3. Dikembe Mutombo (5 054)
- 4. Alex English (4 686)
- 5. Julius Keye* (4 547)

Asysty
- 1. Alex English (3 679)
- 2. Fat Lever (3 566)
- 3. Andre Miller (2 978)
- 4. Ty Lawson (2 754)
- 5. Michael Adams (2 181)

Przechwyty
- 1. Fat Lever (1 167)
- 2. T.R. Dunn (1 070)
- 3. Alex English (854)
- 4. Dan Issel* (798)
- 5. Nenê (694)

Bloki
- 1. Dikembe Mutombo (1 486)
- 2. Marcus Camby (1 126)
- 3. Wayne Cooper (830)
- 4. Bobby Jones (625)
- 5. Alex English (624)

## Sukcesy
| Tytuł              | Liczba | Rok |
| ------------------ | ------ | --- |
| Mistrz NBA         | 1      | 2023 |
| Mistrz Konferencji | 1      | 2023 |
| Mistrz dywizji     | 10     | 1977, 1978, 1985, 1988, 2006, 2009, 2010, 2019, 2020, 2023 |
| Występy w play-off | 31     | 1977, 1978, 1979, 1982, 1983, 1984, 1985, 1986, 1987, 1988, 1989, 1990, 1994, 1995, 2004, 2005, 2006, 2007, 2008, 2009, 2010, 2011, 2012, 2013, 2019,2020, 2021, 2022, 2023, 2024, 2025 |
| Występy w play-in  | 0      | |

## Poszczególne sezony
Na podstawie:. Stan na koniec sezonu 2024/25
| Sezon          | Liga | Konferencja | Poz. w konf. | Dywizja   | Poz. w dyw. | Sezon regularny | Sezon regularny | Playoffs |
| Sezon          | Liga | Konferencja | Poz. w konf. | Dywizja   | Poz. w dyw. | Wyg.            | Por.            | Playoffs |
| -------------- | ---- | ----------- | ------------ | --------- | ----------- | --------------- | --------------- | --- |
| Denver Nuggets |      |             |              |           |             |                 |                 | |
| 1976/77        | NBA  | Zachodnia   | 2            | Midwest   | 1           | 50              | 32              | Porażka w pół. Konf. z Portland Trail Blazers (2-4) |
| 1977/78        | NBA  | Zachodnia   | 2            | Midwest   | 1           | 48              | 34              | Wygrana w półfinale Konf. z Milwaukee Bucks (4-3) Porażka w finale Konf. z Seattle SuperSonics (2-4)                                                                                         |
| 1978/79        | NBA  | Zachodnia   | 4            | Midwest   | 2           | 47              | 35              | Porażka w 1. rundzie z Los Angeles Lakers (1-2) |
| 1979/80        | NBA  | Zachodnia   | 9            | Midwest   | 4           | 30              | 52              | |
| 1980/81        | NBA  | Zachodnia   | 8            | Midwest   | 4           | 37              | 45              | |
| 1981/82        | NBA  | Zachodnia   | 4            | Midwest   | 2           | 46              | 36              | Porażka w 1. rundzie z Phoenix Suns (1-2) |
| 1982/83        | NBA  | Zachodnia   | 6            | Midwest   | 2           | 45              | 37              | Wygrana w 1. rundzie z Phoenix Suns (2-1) Porażka w półfinale Konf. z San Antonio Spurs (1-4)                                                                                                |
| 1983/84        | NBA  | Zachodnia   | 7            | Midwest   | 3           | 38              | 44              | Porażka w 1. rundzie z Utah Jazz (2-3) |
| 1984/85        | NBA  | Zachodnia   | 2            | Midwest   | 1           | 52              | 30              | Wygrana w 1. rundzie z San Antonio Spurs (3-2) Wygrana w półfinale Konf. z Utah Jazz (4-1) Porażka w finale Konf. z Los Angeles Lakers (1-4)                                                 |
| 1985/86        | NBA  | Zachodnia   | 3            | Midwest   | 2           | 47              | 35              | Wygrana w 1. rundzie z Portland Trail Blazers (3-1) Porażka w półfinale Konf. z Houston Rockets (2-4)                                                                                        |
| 1986/87        | NBA  | Zachodnia   | 8            | Midwest   | 4           | 37              | 45              | Porażka w 1. rundzie z Los Angeles Lakers (0-3) |
| 1987/88        | NBA  | Zachodnia   | 2            | Midwest   | 1           | 54              | 28              | Wygrana w 1. rundzie z Seattle SuperSonics (3-2) Porażka w półfinale Konf. z Dallas Mavericks (2-4)                                                                                          |
| 1988/89        | NBA  | Zachodnia   | 6            | Midwest   | 3           | 44              | 38              | Porażka w 1. rundzie z Phoenix Suns (0-3) |
| 1989/90        | NBA  | Zachodnia   | 7            | Midwest   | 4           | 43              | 39              | Porażka w 1. rundzie z San Antonio Spurs (0-3) |
| 1990/91        | NBA  | Zachodnia   | 14           | Midwest   | 7           | 20              | 62              | |
| 1991/92        | NBA  | Zachodnia   | 11           | Midwest   | 4           | 24              | 58              | |
| 1992/93        | NBA  | Zachodnia   | 9            | Midwest   | 4           | 36              | 46              | |
| 1993/94        | NBA  | Zachodnia   | 8            | Midwest   | 4           | 42              | 40              | Wygrana w 1. rundzie z Seattle SuperSonics (3-2) Porażka w półfinale Konf. z Utah Jazz (3-4)                                                                                                 |
| 1994/95        | NBA  | Zachodnia   | 8            | Midwest   | 4           | 41              | 41              | Porażka w 1. rundzie z San Antonio Spurs (0-3) |
| 1995/96        | NBA  | Zachodnia   | 10           | Midwest   | 4           | 35              | 47              | |
| 1996/97        | NBA  | Zachodnia   | 12           | Midwest   | 5           | 21              | 61              | |
| 1997/98        | NBA  | Zachodnia   | 14           | Midwest   | 7           | 11              | 71              | |
| 1998/99        | NBA  | Zachodnia   | 12           | Midwest   | 6           | 14              | 36              | |
| 1999/00        | NBA  | Zachodnia   | 10           | Midwest   | 5           | 35              | 47              | |
| 2000/01        | NBA  | Zachodnia   | 11           | Midwest   | 6           | 40              | 42              | |
| 2001/02        | NBA  | Zachodnia   | 12           | Midwest   | 6           | 27              | 55              | |
| 2002/03        | NBA  | Zachodnia   | 14           | Midwest   | 7           | 17              | 65              | |
| 2003/04        | NBA  | Zachodnia   | 8            | Midwest   | 6           | 43              | 39              | Porażka w 1. rundzie z Minnesota Timberwolves (1-4) |
| 2004/05        | NBA  | Zachodnia   | 7            | Northwest | 2           | 49              | 33              | Porażka w 1. rundzie z San Antonio Spurs (1-4) |
| 2005/06        | NBA  | Zachodnia   | 3            | Northwest | 1           | 44              | 38              | Porażka w 1. rundzie z Los Angeles Clippers (1-4) |
| 2006/07        | NBA  | Zachodnia   | 6            | Northwest | 2           | 45              | 37              | Porażka w 1. rundzie z San Antonio Spurs (1-4) |
| 2007/08        | NBA  | Zachodnia   | 8            | Northwest | 2           | 50              | 32              | Porażka w 1. rundzie z Los Angeles Lakers (0-4) |
| 2008/09        | NBA  | Zachodnia   | 2            | Northwest | 1           | 54              | 28              | Wygrana w 1. rundzie z New Orleans Hornets (4-1) Wygrana w półfinale Konf. z Dallas Mavericks (4-1) Porażka w finale Konf. z Los Angeles Lakers (2-4)                                        |
| 2009/10        | NBA  | Zachodnia   | 4            | Northwest | 1           | 53              | 29              | Porażka w 1. rundzie z Utah Jazz (2-4) |
| 2010/11        | NBA  | Zachodnia   | 5            | Northwest | 2           | 50              | 32              | Porażka w 1. rundzie z Oklahoma City Thunder (1-4) |
| 2011/12        | NBA  | Zachodnia   | 6            | Northwest | 2           | 38              | 28              | Porażka w 1. rundzie z Los Angeles Lakers (3-4) |
| 2012/13        | NBA  | Zachodnia   | 3            | Northwest | 2           | 57              | 25              | Porażka w 1. rundzie z Golden State Warriors (2-4) |
| 2013/14        | NBA  | Zachodnia   | 11           | Northwest | 4           | 36              | 46              | |
| 2014/15        | NBA  | Zachodnia   | 12           | Northwest | 4           | 30              | 52              | |
| 2015/16        | NBA  | Zachodnia   | 11           | Northwest | 4           | 33              | 49              | |
| 2016/17        | NBA  | Zachodnia   | 9            | Northwest | 4           | 40              | 42              | |
| 2017/18        | NBA  | Zachodnia   | 9            | Northwest | 5           | 46              | 36              | |
| 2018/19        | NBA  | Zachodnia   | 2            | Northwest | 1           | 54              | 28              | Wygrana w 1. rundzie z San Antonio Spurs (4-3) Porażka w półfinale Konf. z Portland Trail Blazers (3-4)                                                                                      |
| 2019/20        | NBA  | Zachodnia   | 3            | Northwest | 1           | 46              | 27              | Wygrana w 1. rundzie z Utah Jazz (4-3) Wygrana w półfinale Konf. z Los Angeles Clippers (4-3) Porażka w finale Konf. z Los Angeles Lakers (1-4)                                              |
| 2020/21        | NBA  | Zachodnia   | 3            | Northwest | 2           | 47              | 25              | Wygrana w 1. rundzie z Portland Trail Blazers (4-2) Porażka w półfinale Konf. z Phoenix Suns (0-4)                                                                                           |
| 2021/22        | NBA  | Zachodnia   | 6            | Northwest | 2           | 48              | 34              | Porażka w 1. rundzie z Golden State Warriors (1-4) |
| 2022/23        | NBA  | Zachodnia   | 1            | Northwest | 1           | 53              | 29              | Wygrana w 1. rundzie z Minnesota Timberwolves (4-1) Wygrana w półfinale Konf. z Phoenix Suns (4-2) Wygrana w finale Konf. z Los Angeles Lakers (4-0) Wygrana w finale NBA z Miami Heat (4-1) |
| 2023/24        | NBA  | Zachodnia   | 2            | Northwest | 2           | 57              | 25              | Wygrana w 1. rundzie z Los Angeles Lakers (4-1) Porażka w półfinale Konf. z Minnesota Timberwolves (3-4)                                                                                     |
| 2024/25        | NBA  | Zachodnia   | 2            | Northwest | 4           | 50              | 32              | Wygrana w 1. rundzie z Los Angeles Clippers (4-3) Porażka w półfinale Konf. z Oklahoma City Thunder (3-4)                                                                                    |